# خان قابچيلر كهيه سي
قابچيلر كهيه سي أحد خانات بغداد التراثية القديمة أنشا في العهد العثماني.
معنى اسمه خان رئيس البوابين، موقعه في سوق البزازين على شارع الصفافير، وأقيم على مساحة كبيرة من الأرض، وقد امر ببنائه إسماعيل آغا رئيس البوابين وأوقفه على ذريته.